# نهرخان سفلی
نهرخان سفلی یکی از روستاهای استان ایلام است که در دهستان کلان بخش زرنه شهرستان ایوان واقع شده‌است.